# Канцелярія Прем'єр-Міністра Республіки Казахстан
Канцелярія Прем'єр-Міністра Республіки Казахстан — державний орган у складі уряду Республіки Казахстан, що здійснює координацію діяльності державних органів, функції контролю і інші функції, передбачені законодавством та відповідним положенням, а також уповноваженим державним органом з захисту державних таємниць та забезпечення інформаційної безпеки.
Положення про Канцелярію Прем'єр-Міністра Республіки Казахстан затверджено постановою Уряду Республіки Казахстан від 11 вересня 2002 року № 993 «Питання Канцелярії Прем'єр-Міністра Республіки Казахстан» Прем'єр-Міністром Республіки Казахстан І. Тасмагамбетовим.